# Zaouia

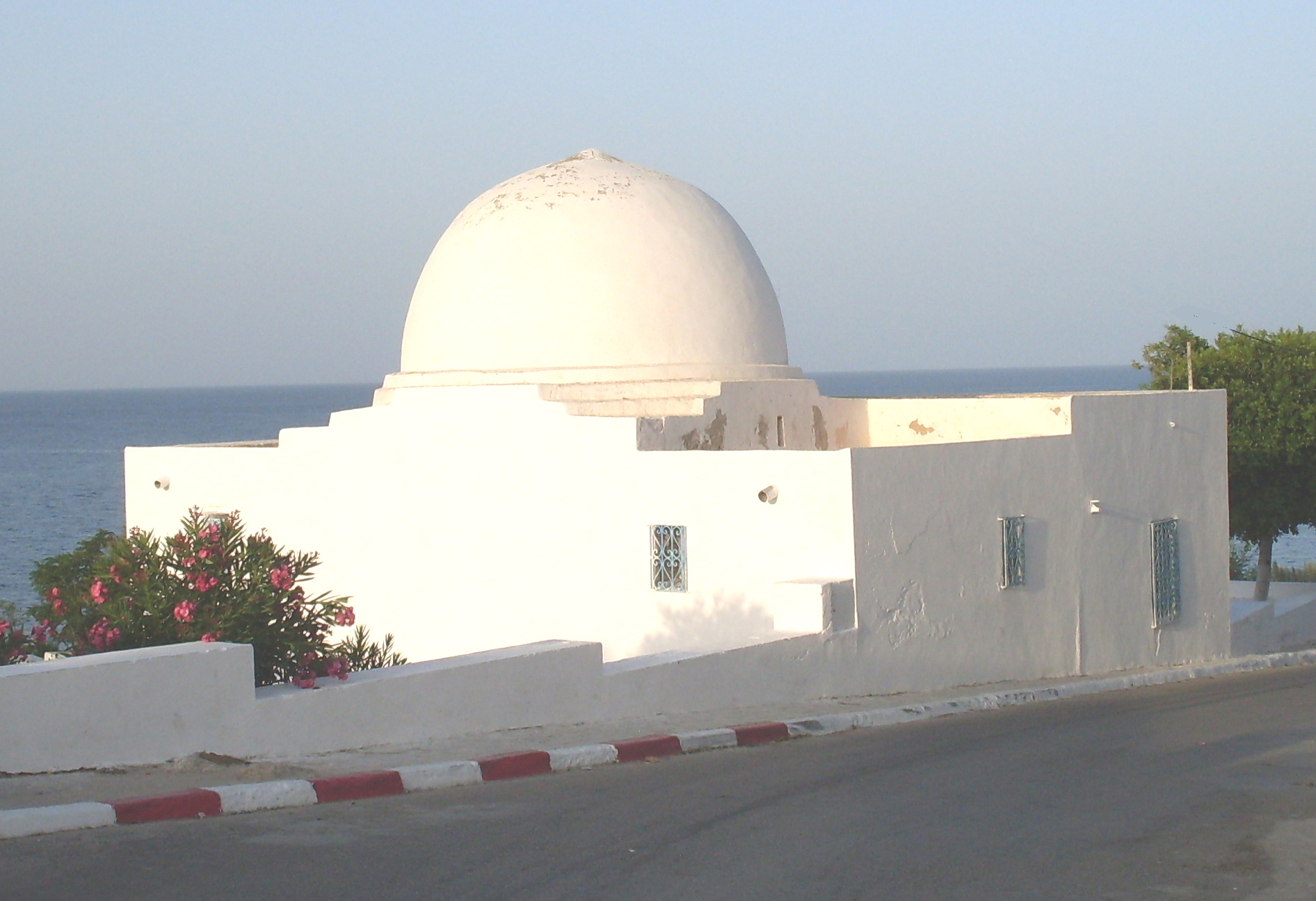
Zaouia in Hergla, Tunesien

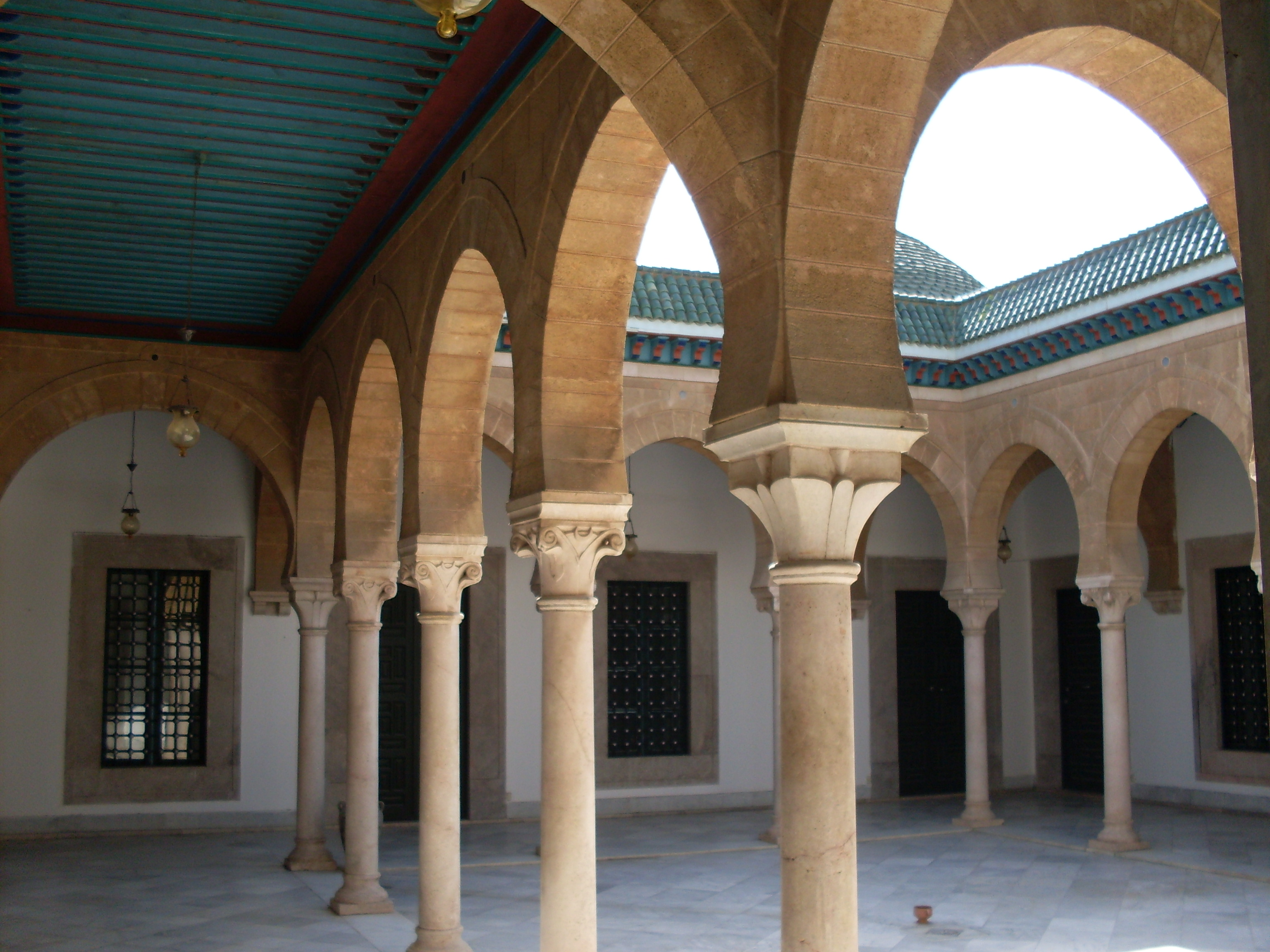
Zaouia Sidi al Bahi, Tunis

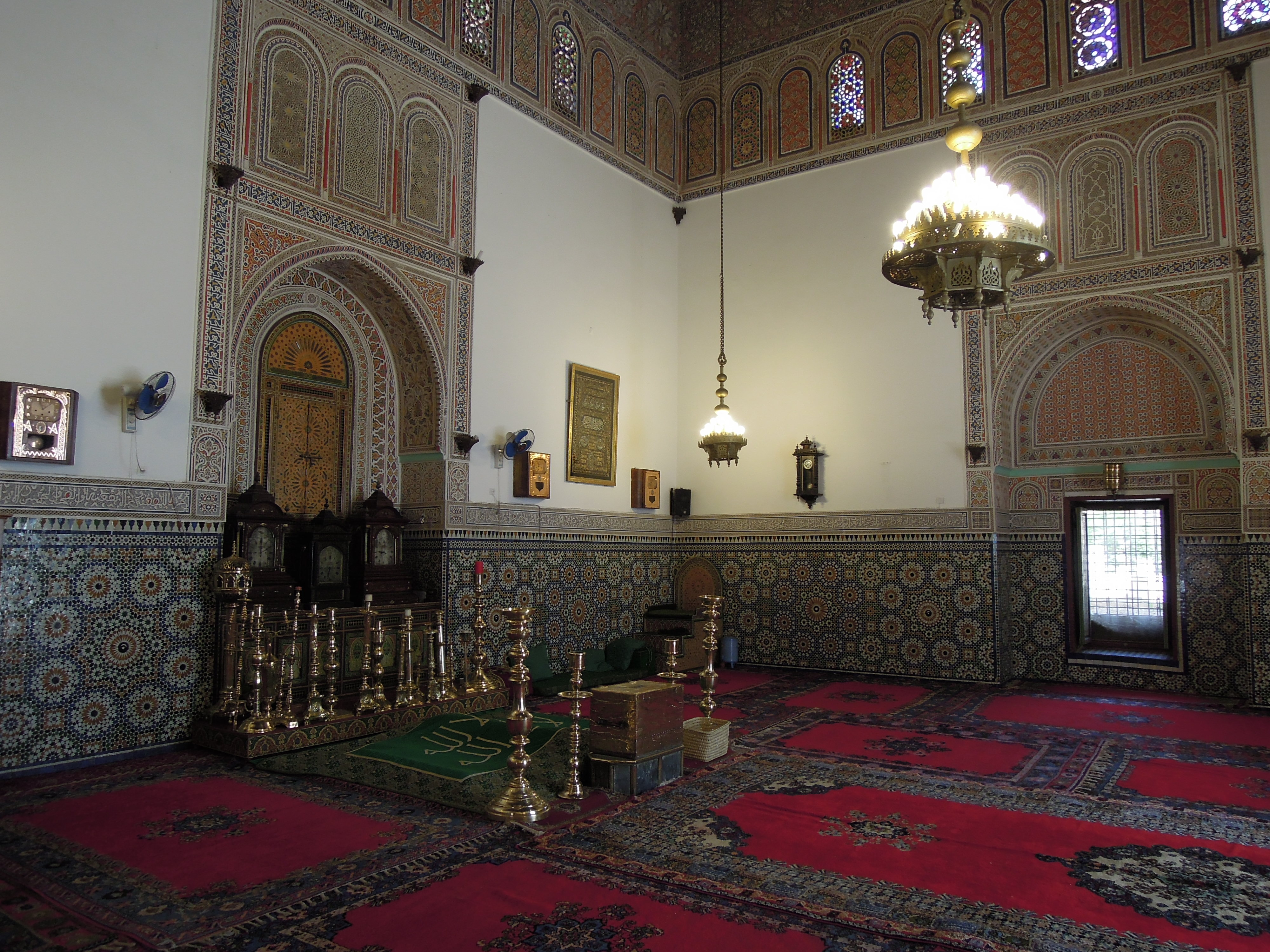
Zaouia Sidi Bel Abbes, Marrakesch

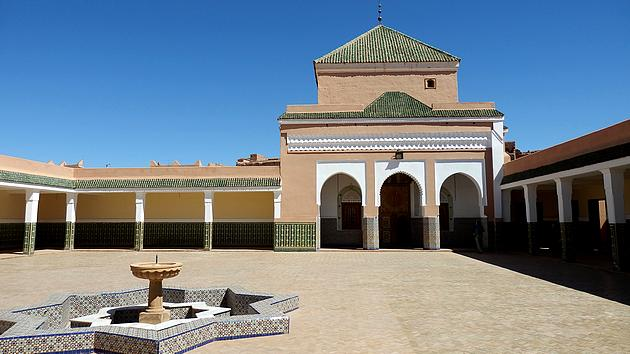
Zaouia von Tamegroute, Marokko

Der Begriff Zaouia oder Zawiya (arabisch زاوية, DMG zāwiya ‚Ecke‘) bezeichnet in den Maghreb-Staaten Marokko, Algerien, Tunesien, Libyen und Mauretanien eine religiöse, im weitesten Sinne dem Sufismus nahestehende, Bruderschaft, die sich der postumen Verehrung eines lokal oder regional bedeutsamen Stammesführers (caid), Korangelehrten oder Heilers bzw. „heiligen Mannes“ (marabout) widmet. Das in der Regel aus Stein (Stadt) oder aus Stampflehm (Land) erbaute und meist weißgetünchte Mausoleum des Heiligen wird oft ebenfalls als zaouia bezeichnet; der Name ging in manchen Fällen auch auf den gesamten Ort über (z. B. Zaouia d’Ifrane oder Zaouiat Ahansal). In Städten gibt es oft mehrere Zaouias, an deren Spitze jeweils ein cheikh steht.
Die Begriffe tekke (türkisch) bzw. chanqah oder dargah (persisch) werden in den jeweiligen Ländern synonym gebraucht.

## Geschichte
Im Koran und in den Hadithen ist die Heiligenverehrung mit keinem Wort erwähnt; eine religiöse Verehrung gebührt nur Allah. Die Entstehung der ersten islamischen Zaouias liegt somit im Dunkeln; es ist jedoch anzunehmen, dass ein Großteil des dahinterliegenden Gedankenguts auf vorislamische (manchmal vielleicht auch auf jüdisch-christliche) Traditionen zurückgreift. Während sich die ersten Bruderschaften vorwiegend religiösen oder quasi-religiösen Zielen widmeten, wandten sie sich in Zeiten innerer und äußerer Krisen auch politisch-sozialen Zielen zu. In Marokko beispielsweise gewannen die Zaouias unter der eher schwachen Herrschaft der Meriniden (1269–1465), Wattasiden (1465–1554) und Saadier (1554–1667) verstärkt an innenpolitischem Einfluss, den selbst die offiziell erst seit 1667 an der Macht befindlichen Alawiden anfangs kaum kontrollieren konnten; erst Moulay ar-Raschid (reg. 1664–1672) gelang es im Jahr 1664 in einer mehrtägigen Schlacht bei Meknès, die um das Jahr 1566 gegründete und überaus mächtig gewordene Dila-Bruderschaft auszuschalten und vier Jahre später deren Stammsitz ad Dila im Mittleren Atlas zu zerstören.

## Funktion
Neben ihrer identitätsstiftenden Funktion als quasi-religiöser Mittelpunkt eines ländlichen Ortes oder Gebietes, die in jährlichen Pilgerfahrten und -festen (moussems) zum Ausdruck kommt, widmeten sich die Mitglieder einer Bruderschaft in früherer Zeit auch pädagogisch-schulischen und medizinisch-psychologischen Aufgaben. In manchen Fällen wird das Grabgebäude des heiligen Mannes ganzjährig von Hilfesuchenden in Krankheitsfällen physischer oder psychischer Art oder bei Kinderlosigkeit aufgesucht.

## Architektur
Während Außenkuppeln in der Maurischen Kunst des islamischen Westens (maghreb) nahezu unbekannt sind, schließen die kleineren Marabout-Grabmäler oder Zaouias nach oben häufig mit Kuppeln ab; einige haben auch Pyramidendächer. Manche dieser Grabbauten haben nur eine schlichte Eingangstür; andere verfügen über einen mehr oder weniger großen ummauerten Vorhof, der dem Gebäude insgesamt den Charakter einer kleinen – minarettlosen – Moschee verleiht.